# Uri, Jammu và Kashmir
Uri là một thị xã và là nơi đặt ủy ban khu vực quy hoạch (notified area committee) của quận Baramula thuộc bang Jammu và Kashmir, Ấn Độ.

## Địa lý
Uri có vị trí 34°05′B 74°02′Đ / 34,08°B 74,03°Đ Nó có độ cao trung bình là 1363 mét (4471 feet).

## Nhân khẩu
Theo điều tra dân số năm 2001 của Ấn Độ, Uri có dân số 5256 người. Phái nam chiếm 63% tổng số dân và phái nữ chiếm 37%. Uri có tỷ lệ 65% biết đọc biết viết, cao hơn tỷ lệ trung bình toàn quốc là 59,5%: tỷ lệ cho phái nam là 77%, và tỷ lệ cho phái nữ là 46%. Tại Uri, 13% dân số nhỏ hơn 6 tuổi.